# Dr. Seuss
 (novembre 2023).
Le contenu est difficilement compréhensible vu les erreurs de traduction, qui sont peut-être dues à l'utilisation d'un logiciel de traduction automatique.
Theodor Seuss Geisel, dit Dr. Seuss, né le 2 mars 1904 et mort le 24 septembre 1991, est un auteur pour enfants, caricaturiste politique et animateur américain.
Il est surtout connu pour son travail d'écriture et d'illustration de plus de 60 livres sous le pseudonyme de Docteur Seuss. Son travail comprend de nombreux livres pour enfants parmi les plus populaires de tous les temps, vendus à plus de 600 millions d'exemplaires et traduits dans plus de 20 langues au moment de son décès.
Geisel a adopté le nom de « Dr Seuss » alors qu'il était étudiant de premier cycle au Dartmouth College (New Hampshire, États-Unis) et a continué de l'utiliser comme étudiant de troisième cycle au Lincoln College (Oxford, Angleterre). Il quitte Oxford en 1927 pour commencer sa carrière en tant qu'illustrateur et dessinateur pour Vanity Fair, Life et d'autres publications. Il a également travaillé comme illustrateur pour des campagnes publicitaires, notamment pour la Standard Oil, et comme caricaturiste politique pour le journal new-yorkais PM. Il publie son premier livre pour enfants, And to think that I saw it on mulberry street, en 1937. Pendant la Seconde Guerre mondiale, il s'éloigne brièvement de la littérature pour enfants afin de se consacrer à la caricature politique. Il travaille également au département « Animation et Cinéma » de la States Army où il a écrit, produit ou animé de nombreuses productions (tant réelles qu'animées), notamment Design for Death (1947), qui a remporté le prix du meilleur long métrage documentaire la même année.
Après la guerre, Geisel se remit à écrire des livres pour enfants, écrivant des classiques comme Si je courais au cirque (1956), Le Chat chapeauté (1957), Comment le Grinch a volé Noël ! (1957). Il a publié plus de 60 ouvrages au cours de sa carrière, qui ont donné lieu à de nombreuses adaptations, dont onze émissions spéciales télévisées, cinq longs métrages, une comédie musicale de Broadway et quatre séries télévisées.
Geisel a remporté le Lewis Carroll Shelf Award en 1958 pour Horton Hatches the Egg et de nouveau en 1961 pour And to think that I saw it on Mulberry street. L'anniversaire de Geisel, le 2 mars, a été adopté comme date annuelle de la journée nationale Read Across America, une initiative sur la lecture créée par la National Education Association.

## Biographie

### Premières années
Geisel est né et a grandi à Springfield, dans le Massachusetts, est le fils d'Henrietta (née Seuss) et de Theodor Robert Geisel. Son père dirigeait la brasserie familiale et avait ensuite été nommé pour superviser le système de parcs publics de Springfield par le maire John A. Denison  après la fermeture de la brasserie en raison d'une interdiction. Mulberry Street à Springfield, rendu célèbre dans son premier livre pour enfants, Et penser que je l'ai vu dans Mulberry Street, se trouve à proximité de la maison de son enfance, Fairfield Street. La famille était d'origine allemande et Geisel et sa sœur Marnie ont été victimes de préjugés anti-allemands de la part d'autres enfants après le déclenchement de la Première Guerre mondiale en 1914.
Geisel a fréquenté le Dartmouth College, où il a obtenu son Bachelor of Arts (licence) en 1925. À Dartmouth, il rejoint la fraternité Sigma Phi Epsilon  et le magazine d'humour Dartmouth Jack-O-Lantern, atteignant finalement le rang de rédacteur en chef. À Dartmouth, il a été surpris en train de boire du gin avec neuf amis dans sa chambre. [16] À l'époque, la possession et la consommation d'alcool étaient illégales aux termes des lois d'interdiction qui restaient en vigueur entre 1920 et 1933. À la suite de cette infraction, Dean Craven Laycock a insisté pour que Geisel démissionne de toutes ses activités parascolaires, y compris le Jack-O- Lanterne. Pour continuer à travailler sur le magazine à l'insu de l'administration, Geisel a commencé à signer son travail avec le pseudonyme Seuss. Il a été encouragé dans ses écrits par le professeur de rhétorique W. Benfield Pressey, qu'il a décrit comme « une grande inspiration pour l'écriture » à Dartmouth.
Après avoir obtenu son diplôme de Dartmouth, il entre au Lincoln College (Oxford) dans l’intention de passer un doctorat en littérature anglaise  À Oxford, il rencontre Helen Palmer, qui l'encourage à renoncer à devenir professeur d'anglais au profit d'une carrière de dessinateur. Elle a ensuite rappelé que « les cahiers de Ted étaient toujours remplis de ces animaux fabuleux. Je me suis donc mis au travail pour le distraire; voici un homme capable de dessiner de tels tableaux; il devrait gagner sa vie en le faisant ».

### Début de carrière
Geisel quitta Oxford sans avoir achevé sa thèse et retourna aux États-Unis en février 1927 , où il commença immédiatement à soumettre des écrits et des dessins à des magazines, à des éditeurs de livres et à des agences de publicité . Profitant de son passage en Europe, il a présenté une série de dessins appelée Eminent Europeans to Life, mais le magazine l'a transmise. Sa première caricature publiée à l'échelle nationale a paru dans le numéro du Saturday Evening Post du 16 juillet 1927. Cette vente unique à 25 dollars a incité Geisel à déménager de Springfield à New York. Plus tard cette année-là, Geisel accepta un travail d'écrivain et d'illustrateur pour le magazine d'humour Judge et se sentit suffisamment stable financièrement pour épouser Helen. Sa première caricature pour Judge paraît le 22 octobre 1927 et les Geisels se marient le 29 novembre. Le premier ouvrage de Geisel signé Dr Seuss a été publié dans Judge environ six mois après le début de son travail là-bas .

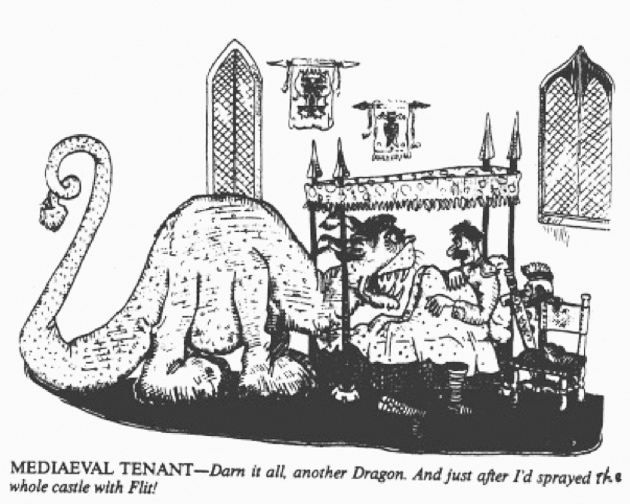
Premier dessin publicitaire « Flit » par Seuss, paru dans Judge en janvier 1928.

Au début de 1928, une des caricatures de Geisel dans Judge mentionnait Flit, un insectifuge courant fabriqué à l'époque par Standard Oil du New Jersey. Selon Geisel, l'épouse d'un régisseur publicitaire chargé de la publicité, Flit a vu le dessin de Geisel chez un coiffeur et a exhorté son mari à le signer. La première publicité de Geisel sur Flit est apparue le 31 mai 1928 et la campagne s'est poursuivie sporadiquement jusqu'en 1941. Le slogan de la campagne, « Quick, Henry, the Flit! », est devenu une partie de la culture populaire. Il a engendré une chanson et a été utilisé comme une ligne de punch pour des comédiens tels que Fred Allen et Jack Benny. Alors que Geisel gagnait en notoriété pour la campagne Flit, son travail était en demande et commençait à apparaître régulièrement dans des magazines tels que Life, Liberty et Vanity Fair.
L'argent que Geisel a gagné grâce à ses travaux de publicité et à ses publications l'a rendu plus riche que même ses camarades de classe les plus prospères de Dartmouth. L'augmentation des revenus a permis aux Geisels de s'installer dans de meilleurs quartiers et de socialiser dans des cercles sociaux plus élevés. Ils sont devenus amis avec la riche famille du banquier Frank A. Vanderlip. Ils ont également beaucoup voyagé: en 1936, Geisel et son épouse avaient visité 30 pays ensemble. Ils n’avaient pas d’enfants, ils n’avaient pas non plus des heures de bureau régulières et ils avaient beaucoup d’argent. Geisel a également estimé que les voyages aidaient sa créativité.
Le succès de Geisel avec la campagne Flit a conduit à davantage de travail publicitaire, notamment pour d'autres produits Standard Oil tels que Essomarine Boat Fuel et Essolube Motor Oil et pour d'autres sociétés telles que Ford Motor Company, NBC Radio Network et Holly Sugar. Sa première incursion dans les livres, Boners, une collection de dictons pour enfants qu'il a illustrés, a été publiée par Viking Press en 1931. Elle figurait en tête de la liste des best-sellers non-romanesques du New York Times et donnait lieu à une suite, More Boners, publiée la même année. Encouragé par les ventes de livres et la réception positive des critiques, Geisel a écrit et illustré un livre ABC présentant « des animaux très étranges » qui n'a pas réussi à intéresser les éditeurs.
En 1936, Geisel et son épouse revenaient d'un voyage océanique en Europe lorsque le rythme des moteurs du navire inspira le poème qui devint son premier livre pour enfants : Et penser que je le vis sur Mulberry Street. Selon les comptes variés de Geisel, le livre a été rejeté par 20 à 43 éditeurs. Selon Geisel, il rentrait chez lui à pied pour aller brûler le manuscrit quand une rencontre fortuite avec un ancien camarade de classe de Dartmouth a conduit à sa publication par Vanguard Press. Geisel a écrit quatre autres livres avant que les États-Unis entrent dans la Seconde Guerre mondiale. Cela comprenait les 500 chapeaux de Bartholomew Cubbins en 1938, ainsi que les échasses du roi et les sept dames Godivas en 1939, qui étaient tous en prose, ce qui était inhabituel chez lui. Horton Hatches the Egg a suivi en 1940, dans lequel Geisel a repris l'utilisation de la poésie rimée.

### Pendant la Seconde Guerre mondiale

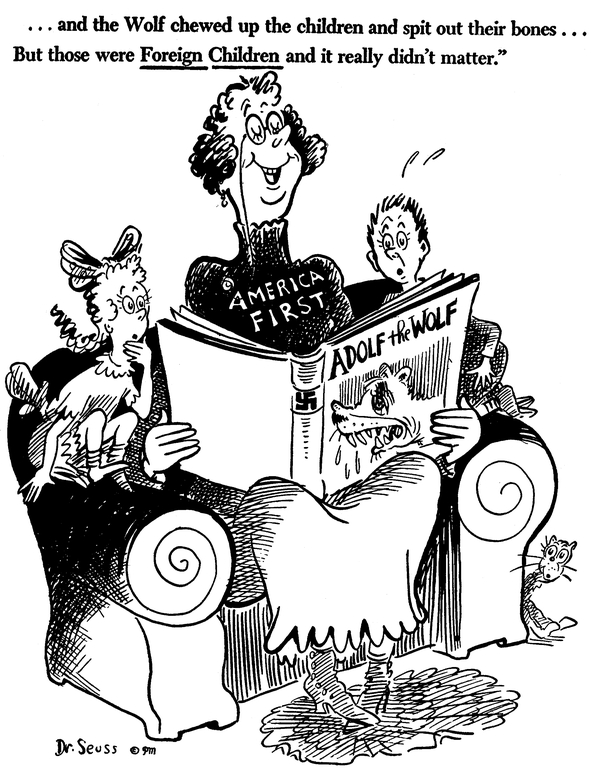
Dessin de presse du Dr. Seuss d'octobre 1941, contre le comité America First.

Au début de la Seconde Guerre mondiale, Geisel s’est tourné vers les caricatures politiques et en a dessiné plus de 400 en deux ans en tant que caricaturiste éditorial pour le quotidien penchant à gauche de la ville de New York, PM. Les caricatures politiques de Geisel, publiées plus tard dans Dr Seuss Goes to War, dénonçaient Hitler et Mussolini et critiquaient vivement les non-interventionnistes (les isolationnistes), notamment Charles Lindbergh, qui s'opposait à l'entrée des États-Unis dans la guerre. Une caricature  dépeint les Américains japonais sous le coup de TNT après un appel de leur pays, tandis que d'autres caricatures déploraient le racisme dans leur pays vis-à-vis des Juifs et des Noirs qui nuisaient à l'effort de guerre. [Citation requise] de la guerre, combinant les exhortations habituelles à rationner et à contribuer à l'effort de guerre avec de fréquentes attaques contre le Congrès (en particulier le parti républicain) , des parties de la presse (comme le New York Daily News, le Chicago Tribune, et Washington Times-Herald), et d'autres pour avoir critiqué Roosevelt, critiqué l'aide à l'Union soviétique, une enquête sur des présumés communistes, et d'autres infractions qu'il avait décrites comme entraînant la désunion et aider les nazis, intentionnellement ou par inadvertance.
En 1942, Geisel consacra toute son énergie à soutenir directement l’effort de guerre américain. Il a commencé par dessiner des affiches pour le département du Trésor et le conseil de production de guerre. Puis, en 1943, il rejoint l'armée en tant que capitaine et commandant du département d'animation de la première unité cinématographique des forces aériennes de l'armée américaine, où il écrit des films incluant Your Job in Germany, un film de propagande de 1945 sur la paix en Europe après la Seconde Guerre mondiale et la série Private Snafu de films d'entraînement de l'armée pour adultes. Au sein de l'armée, il a reçu la Légion du mérite. Notre travail au Japon est devenu la base du film commercialisé Design for Death (1947), une étude de la culture japonaise qui a remporté l'Oscar du meilleur long métrage documentaire. Gerald McBoing-Boing (1950) est basé sur une histoire originale de Seuss et a remporté l'Oscar du meilleur court métrage d'animation.

### Fin de vie

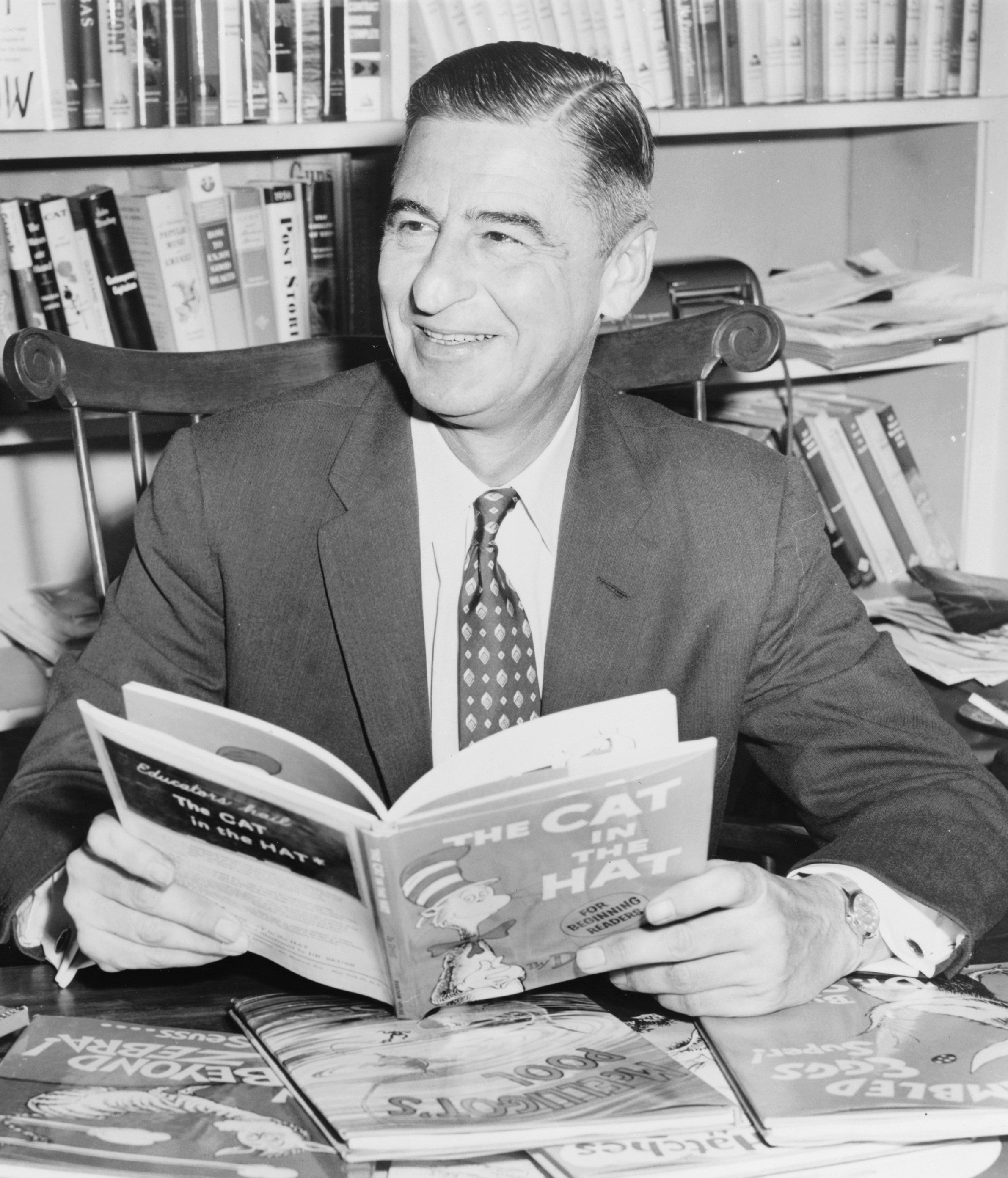
Dr. Seuss tenant un exemplaire de The Cat in the Hat.

Après la guerre, Geisel et sa femme s'installèrent à La Jolla, en Californie, où il revint à l'écriture de livres pour enfants. Il a publié la plupart de ses livres par le biais de Random House en Amérique du Nord et de William Collins, Sons (plus tard HarperCollins) à l'international. Il en a écrit beaucoup, y compris des favoris tels que Si je courais au zoo (1950), Horton Hears a Who! (1955), Si je courais au cirque (1956), Le chat au chapeau (1957),, Comment le grinch a volé Noël! (1957) et Green Eggs and Ham (1960). Il a reçu de nombreux prix tout au long de sa carrière, mais il n'a remporté ni la médaille Caldecott ni la médaille Newbery. Trois de ses titres de cette période furent cependant choisis comme finalistes de Caldecott (désormais appelés livres d'honneur de Caldecott) : McElligot's Pool (1947), Bartholomew et le Oobleck (1949) et If I Ran the Zoo (1950). Dr Seuss a également écrit le film musical et fantastique The 5,000 Fingers of Dr. T., sorti en 1953. Le film était un échec financier et critique, et Geisel n'a jamais tenté de faire un autre long métrage. Au cours des années 1950, il a également publié un certain nombre de nouvelles illustrées, principalement dans Redbook Magazine. Certaines de celles-ci ont ensuite été rassemblées (dans des volumes tels que The Sneetches and Other Stories) ou reprises dans des livres indépendants (If I Ran the Zoo). Un certain nombre n'ont jamais été réimprimés depuis leurs apparitions originales.
En mai 1954, le magazine Life publia un article sur l’analphabétisme chez les enfants de l’école qui concluait que les enfants n’apprenaient pas à lire parce que leurs livres étaient ennuyeux. William Ellsworth Spaulding était le directeur de la division de l'éducation à Houghton Mifflin (il en devint plus tard le président) et il a compilé une liste de 348 mots qu'il estimait importants pour les élèves de première année. Il a demandé à Geisel de réduire la liste à 250 mots et d'écrire un livre en utilisant uniquement ces mots. Spaulding a mis Geisel au défi de « ramener un livre que les enfants ne peuvent pas déposer ». Neuf mois plus tard, Geisel acheva The Cat in the Hat, en utilisant 236 mots. Il a conservé le style de dessin, les rythmes de vers et tout le pouvoir imaginatif des travaux précédents de Geisel, mais, en raison de son vocabulaire simplifié, il pourrait être lu par les lecteurs débutants. The Cat in the Hat et les ouvrages ultérieurs écrits pour les jeunes enfants ont connu un succès international important et restent très populaires aujourd'hui. En 2009, Green Eggs and Ham s'est vendu à 540 366 exemplaires, Le chat au chapeau, 452 258 exemplaires et Un poisson, deux poissons, Poisson rouge, Poisson bleu (1960) s'est vendu à 409 068 exemplaires, soit une quantité supérieure à la majorité des livres pour enfants récemment publiés.
Geisel a ensuite écrit de nombreux autres livres pour enfants, à la fois dans son nouveau vocabulaire simplifié (vendu en tant que livres pour débutants) et dans son style plus ancien et plus élaboré.
En 1956, Dartmouth a décerné à Geisel un doctorat honorifique, légitimant enfin le docteur dans son nom de plume.
Le 28 avril 1958, Geisel est apparu dans un épisode du jeu télévisé To Tell the Truth.
Helen, l'épouse de Geisel, a longtemps lutté contre des maladies, dont le cancer et des douleurs émotionnelles, à la suite de la liaison entre Geisel et Audrey Stone Dimond. Le 23 octobre 1967, Helen est décédée par suicide. Geisel a épousé Dimond le 21 juin 1968. Bien qu'il ait passé la plus grande partie de sa vie à écrire des livres pour enfants, Geisel n'avait pas d'enfant à lui tout seul, disant à propos des enfants: « Vous les avez; je les divertirai ». Dimond a ajouté que Geisel « a vécu toute sa vie sans enfants et il était très heureux sans enfants ». Audrey a supervisé la succession de Geisel jusqu'à sa mort, le 19 décembre 2018, à l'âge de 97 ans.
Geisel a reçu la Médaille Laura Ingalls Wilder des bibliothécaires professionnels pour enfants en 1980, soulignant ses « contributions substantielles et durables à la littérature pour enfants ». À l'époque, il était attribué tous les cinq ans. Il a remporté un prix spécial Pulitzer en 1984, citant sa « contribution pendant près d'un demi-siècle à l'éducation et au divertissement des enfants américains et de leurs parents ».
Geisel est décédé d'un cancer de la bouche le 24 septembre 1991 à son domicile de La Jolla, à l'âge de 87 ans. Il a été incinéré et ses cendres ont été dispersées.

## Distinctions, hommages et postérité
Le 1er décembre 1995, quatre ans après son décès, l'Université de Californie, le bâtiment de la bibliothèque de l'Université de San Diego a été renommé Geisel Library en l'honneur de Geisel et Audrey pour leurs généreuses contributions à la bibliothèque et leur dévouement à l'amélioration de l'alphabétisation.
Alors que Geisel vivait à La Jolla, le service postal des États-Unis et d’autres l'ont souvent confondu avec son compatriote Hans Suess, un résident de La Jolla, un physicien nucléaire de renom. Leurs noms ont été rapprochés à titre posthume: les documents personnels de Hans Suess sont conservés dans la bibliothèque Geisel .
En 2002, le jardin de sculptures commémoratif national du Dr. Seuss a ouvert ses portes dans son lieu de naissance à Springfield, dans le Massachusetts, présentant des sculptures de Geisel et de plusieurs de ses personnages. Le 28 mai 2008, le gouverneur de Californie, Arnold Schwarzenegger, et la Première Dame, Maria Shriver, ont annoncé que Geisel serait intronisé au Temple de la renommée de la Californie, situé au Musée de l'histoire, des femmes et des arts de Californie. La cérémonie d'intronisation a eu lieu le 15 décembre et la veuve de Geisel, Audrey, a accepté l'honneur à sa place. Le 2 mars 2009, le moteur de recherche sur le Web Google a temporairement modifié son logo pour célébrer l'anniversaire de Geisel (une pratique qu'il a souvent suivie pour diverses fêtes et manifestations) .
En 2004, les bibliothécaires américains pour enfants ont créé le prix annuel Theodor Seuss Geisel afin de récompenser « le livre américain le plus distingué destiné aux lecteurs débutants, publié en anglais aux États-Unis au cours de l'année précédente ». Il devrait « faire preuve de créativité et d'imagination pour faire participer les enfants à la lecture » de la pré-maternelle à la deuxième année.
À Dartmouth, dans l’Alma mater de Geisel, plus de 90% des étudiants entrants de première année participent à des voyages de pré-inscription au Dartmouth Outing Club dans la nature sauvage du New Hampshire. Il est de tradition que les étudiants qui reviennent de leurs voyages passent la nuit au Moosilauke Ravine Lodge de Dartmouth, où ils se font servir des œufs verts et du jambon pour le petit-déjeuner en l'honneur du Dr. Seuss. Le 4 avril 2012, l'École de médecine de Dartmouth a été rebaptisée École de médecine Audrey et Theodor Geisel en l'honneur de leurs nombreuses années de générosité envers le collège.
Les distinctions de M. Seuss incluent deux Oscars, deux Emmy Awards, un Peabody Award, la médaille Laura Ingalls Wilder et le prix Pulitzer.
Le Dr Seuss a une étoile sur le Walk of Fame à Hollywood, dans le pâté de maisons 6500 d'Hollywood Boulevard.
En 2021, l'entreprise qui gère les droits de Dr. Seuss annonce le retrait du catalogue de six livres illustrés du très populaire auteur américain, en avançant qu'ils contenaient des « stéréotypes raciaux » et des représentations caricaturales. Parmi les titres écartés figurent And To Think That I Saw it on Mulberry Street. Le retrait provoque une controverse aux États-Unis, des conservateurs se mobilisant autour de ce qu'ils décrivent comme une épuration culturelle.

## Œuvre
- The Pocket Book of Boners, 1931
- And to Think That I Saw It on Mulberry Street, 1937
- The 500 Hats of Bartholomew Cubbins, 1938
- The King's Stilts, 1939
- The Seven Lady Godivas, 1939
- Horton Hatches the Egg, 1940
- McElligot's Pool, 1947
- Thidwick the Big-Hearted Moose, 1948
- Bartholomew and the Oobleck, 1949
- If I Ran the Zoo, 1950
- Gerald McBoing-Boing, 1952
- Scrambled Eggs Super!, 1953
- On Beyond Zebra!, 1955
- If I Ran the Circus, 1956
- The Sneetches and Other Stories, 1961
- Dr. Seuss's ABC, 1963
- The Cat in the Hat Beginner Book Dictionary, 1964
- Fox in Socks, 1965
- I Had Trouble in Getting to Solla Sollew, 1965
- The Cat in the Hat Song Book, 1967
- The Foot Book, 1968
- I Can Lick 30 Tigers Today! and Other Stories, 1969
- My Book about ME, 1969
- I Can Draw It Myself, 1970
- Mr. Brown Can Moo! Can You?, 1970
- Marvin K. Mooney Will You Please Go Now!,
- Did I Ever Tell You How Lucky You Are?, 1973
- The Shape of Me and Other Stuff, 1973
- There's a Wocket in My Pocket, 1974
- Great Day for Up!, 1974
- Oh, the Thinks You Can Think!, 1975
- The Cat's Quizzer, 1976
- I Can Read with My Eyes Shut!, 1978
- Oh Say Can You Say?, 1979
- Hunches in Bunches, 1982
- I Am Not Going to Get Up Today!, 1987
- The Tough Coughs as He Ploughs the Dough, 1987
- Oh, the Places You'll Go!, 1990
- Daisy-Head Mayzie, 1995 (publié de manière posthume)
- The Big Green Book of Beginner Books, 1996 (publié de manière posthume)
- Oh, Baby, the Places You'll Go!, 1997 (adapté par Tish Rabe et publié de manière posthume)
- The Bippolo Seed and Other Lost Stories, 2011 (publié de manière posthume)
- My Big Book of Beginner Books about Me, 2011 (publié de manière posthume)
- Horton and the Kwuggerbug and More Lost Stories, 2014 (publié de manière posthume)
- The Big Orange Book of Beginner Books, 2015 (publié de manière posthume)
- Dr. Seuss's Horse Museum, 2019 (illustré par Andrew Joyner et publié de manière posthume)
- The Big Violet Book of Beginner Books, 2023 (publié de manière posthume)
- Dr. Seuss's If You Think There's Nothing to Do, 2024 (publié de manière posthume)

### Œuvres publiées en français
- Horton entend un chou (ou Horton entend un zou) (Horton Hears a Who!, 1954)

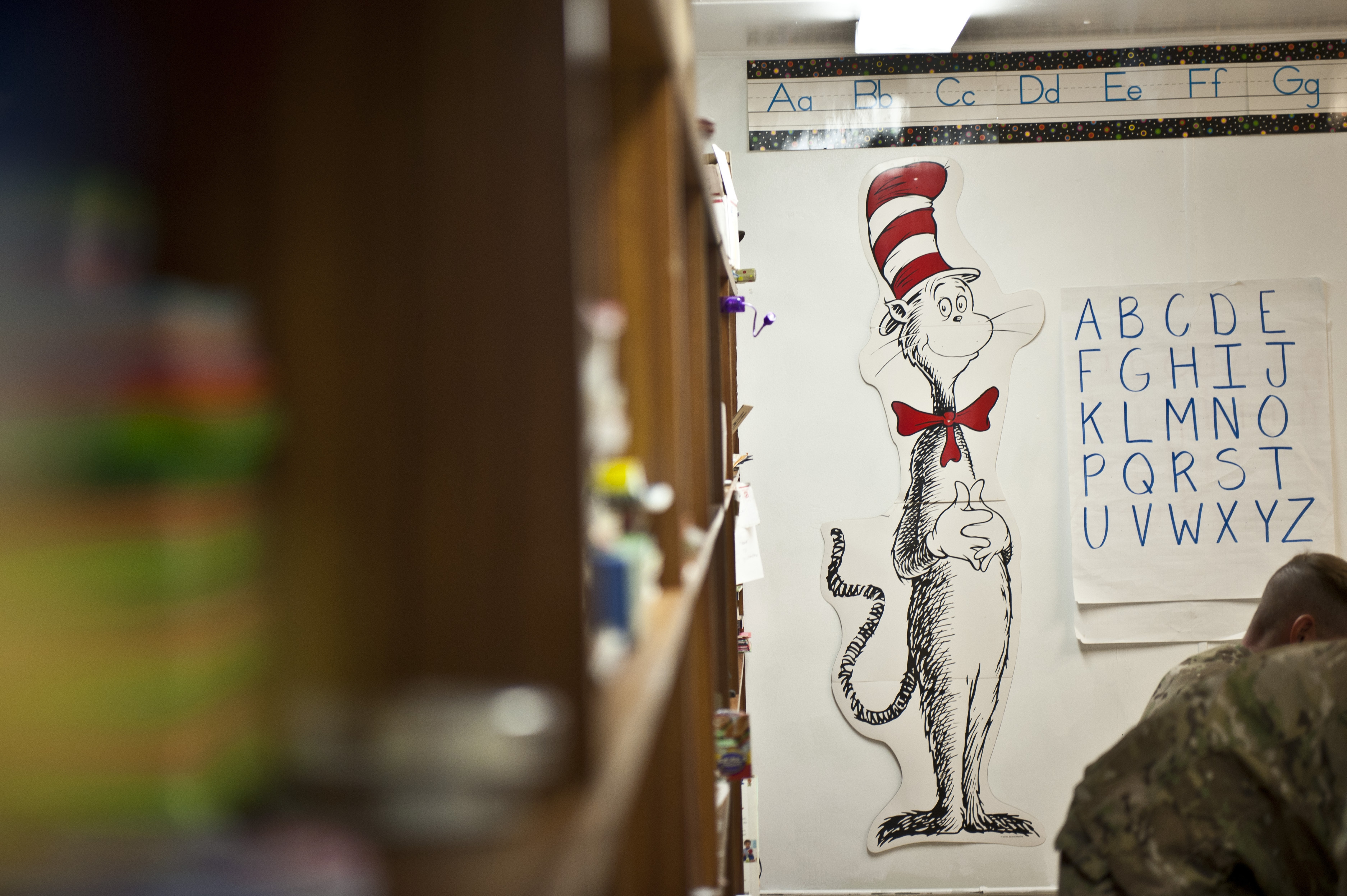
Le Chat chapeauté sur un tableau de la communauté éducative à la base aérienne de Bagram en Afghanistan (2012).

- Le Chat chapeauté (The Cat in the Hat, 1957)
- Le Grincheux qui voulait gâcher Noël (ou Comment le Grinch a volé Noël !) (How the Grinch Stole Christmas!, 1957)
- Le Retour du Chat chapeauté (The Cat in the Hat Comes Back, 1958)
- Yaourtu la tortue (Yertle the Turtle and Other Stories, 1958)
- Joyeux anniversaire! (Happy Birthday to You!, 1959)
- Les Œufs verts au jambon (Green Eggs and Ham, 1960)
- Un poisson deux poissons un poisson rouge un poisson bleu (One Fish, Two Fish, Red Fish, Blue Fish, 1960)
- Le Livre du sommeil (Dr. Seuss's Sleep Book, 1962)
- C'est bon de faire des bonds (Hop on Pop, 1963)
- Le Lorax (The Lorax, 1971)
- La ballade de la bataille au beurre (The Butter Battle Book, 1984)
- Le Plus vantard (You're Only Old Once!, 1986)
- Ma vie en rose (My Many Colored Days, 1996)
- La Formidable école casse-tête (Hooray for Diffendoofer Day!, 1998)
- On cherche un bon copain  (ou Choisir une petite bête, quel casse-tête!) (What Pet Should I Get?, 2015)

## Adaptations et références artistiques

### Cinéma et télévision
- 1942 : Horton Hatches the Egg
- 1956 : The Gerald McBoing-Boing Show
- 1970 : Comment le Grinch a volé Noël ! (How the Grinch Stole Christmas!) (émission spéciale)
- 1970 : Horton Hears a Who! (émission spéciale)
- 1972 : The Lorax (en) (émission spéciale)
- 1973 : Dr. Seuss on the Loose (émission spéciale)
- 1975 : The Hoober-Bloob Highway (émission spéciale)
- 1977 : Halloween Is Grinch Night (émission spéciale)
- 1980 : Pontoffel Pock, Where Are You? (émission spéciale)
- 1989 : The Butter Battle Book  (émission spéciale)
- 1982 : The Grinch Grinches the Cat in the Hat (en) (émission spéciale)
- 1994 : In Search of Dr. Seuss (Téléfilm)
- 1995 : Daisy-Head Mayzie (émission spéciale)
- 1996 : The Wubbulous World of Dr. Seuss (série)
- 2000 : Le Grinch (How the Grinch Stole Christmas)
- 2003 : Le Chat chapeauté (The Cat in the Hat)
- 2005 : Gerald McBoing-Boing (série)
- 2008 : Horton (Horton Hears a Who!)
- 2010 : Le Chat chapeauté (The Cat in the Hat Knows a Lot About That!) (série)
- 2012 : Le Lorax (The Lorax)
- 2018 : Le Grinch (The Grinch)
- 2019 : Les Œufs verts au jambon (série Netflix)
- 2026 : Le Chat chapeauté (The Cat in the Hat)
- 2026 : Thing One and Thing Two
- 2027 : Oh, the Places You'll Go!

### Musique
- Red Hot Chili Peppers - Yertle the Turtle (dernière piste de l'album Freaky Styley, 1985)
- La chanson Little Green Apples (en) écrite par Bobby Russel en 1968 cite le Dr. Seuss comme un élément constitutif des États-Unis: « God didn't make little green apples / And it don't rain in Indianapolis in the summertime / There's no such thing as Dr. Seuss / Disneyland and Mother Goose, no nursery rhyme ».
- En plus de considérer que Le Chat chapeauté est un livre aussi important que la Bible, Marilyn Manson a créé des dizaines de flyers dans un style pop-art mêlant images pornographiques, visages de serial-killers et autres célebrités, autoportraits caricaturés et personnages du Dr Seuss pour la promotion de son groupe Marilyn Manson And The Spooky Kids.
- Acid Bath - Dr Seuss is Dead (sur l'album When the Kite String Pops sorti en 1994)
- Nofx - This Machine is 4 (sur l'album Self Entitled), ou le groupe parle de la machine de Mr Mc Bean dans  The Sneetches, fable qui parle de l'insertion.